# 资深执政官
资深执政官（拉丁语：proconsul），直译为同执政官（源于拉丁文前缀prō为“代行，代表”之意），是罗马共和国时代的一种文职官员（类似于资深裁判官）。
在共和时期，当值的执政官在卸任后，赴罗马的某个行省担任一年总督，就被称为资深执政官。罗马的一些行省实际上是保留给这种资深执政官的。元老院具体安排哪位资深执政官（即卸任的执政官）管理哪个行省，往往出于随意或者由两位资深执政官本人达成妥协。
资深执政官在行省拥有非常大的权力，有时他们可以不受限制任意搜刮，从而在返回罗马后取得更高的政治地位。在某些时候，资深执政官几乎是行省总督的代名词。
在罗马帝国时代，皇帝以虚伪的形式维持着罗马国家共和制的外壳；他们通过兼任许多共和国的最主要官职（如保民官和军事统帅）来“合理”地保持皇帝的独裁权力，其中就包括实际上是终身地以资深执政官的名义对一些被称为“帝国行省”的省份进行委任统治（在元老院委任下）。皇帝可能指派一到两个军团去保卫这些行省，或者（更经常地）派遣可以信任的代表和副官以自己的名义管理它们。
罗马帝国时期的执政官（与共和时代一样，名义上仍然是罗马的最高文职官员，但是没有什么实际权力）在卸任后依然会获得资深执政官的头衔，但他们将要管理的行省是所谓“元老院行省”，帝国行省则是皇帝的个人财产。
曾由资深执政官统治（共和时期和帝国时期）的罗马行省包括：亚该亚，阿非利加，亚细亚，奇里乞亚，塞浦路斯，路格杜努姆高卢，近西班牙，叙利亚和巴勒斯坦。
在一份公元5世纪的法庭文件中，历史学家发现里面仍然提到了3位握有大权的资深执政官的存在（此时资深裁判官的职位早已取消了）。他们管理的行省是：
- 东部帝国：亚细亚（实际仅包括安纳托利亚的西部）和亚该亚；
- 西部帝国：阿非利加（大约相当于今日的突尼西亞）。

其它一些小而分散的行省由一些地位较低的或是由于年轻没有什么声望的官员管理。